# 丰田阳平
丰田阳平（1985年4月11日—），日本足球運動員，現效力日乙球隊金澤薩維根，前日本國家足球隊成員。

## 俱乐部生涯
2001年，丰田阳平在初中升高中时升学考试失利，因此进入了石川县内的足球特色学校星稜高中并加入了该校的足球部，由此才明确了成为职业足球选手的目标。
2004年，从星棱高中毕业的丰田阳平加盟名古屋鲸鱼。8月21日，丰田阳平在名古屋鲸鱼对阵磐田喜悦的日职联赛中完成职业生涯的首秀。
2005年7月31日，丰田阳平在名古屋鲸鱼对阵鹿岛鹿角的比赛中打入职业生涯的处子球。
2007年，丰田阳平被名古屋鲸鱼租借至日乙联赛的山形山神。7月1日，在日乙联赛山形山神对阵横滨水手的比赛中因与对手后卫相撞导致丰田阳平的小肠破裂，差一点危及生命。9月15日，丰田阳平在日乙联赛第40轮山形山神对阵群马草津温泉的比赛中脚踏对手球员导致对方左眼附近开裂及门牙断裂，因此被日职協会处罚禁赛6场联赛及天皇盃的比赛。
2008年，丰田阳平继续被租借到山形山神。4月6日，他在和熊本深红的比赛中受伤，赛后诊断为右腓骨骨折。
2009年，丰田阳平由名古屋鲸鱼转会至日乙联赛的京都不死鸟。在该赛季日乙联赛开幕战中丰田阳平首发出场并打满全场。在联赛第7轮对阵磐田喜悦的比赛中丰田阳平打入转会后的首球。在联赛15轮过后丰田阳平开始逐渐无缘首发名单，在赛季后期被排除在球队大名单外。
2010年，丰田阳平被租借到日乙联赛球队鸟栖砂岩。2011年，鸟栖砂岩延长了丰田阳平的租约。在2011赛季中，丰田阳平在日乙联赛共打入23粒进球，成为该赛季日乙联赛的射手王，并帮助鸟栖砂岩历史性首次升入日职联赛。虽然大阪飞脚、清水心跳都有意引进丰田阳平，但最终丰田阳平选择继续为球队效力，并在2012年正式转会加盟球队。
2012年，丰田阳平从京都不死鸟完全转会至鸟栖砂岩。同时丰田阳平帮助鸟栖砂岩以升班马的身份排名联赛第五，并入选该赛季日职联赛最佳阵容。
2013年，在日职联赛第4轮鸟栖对阵磐田喜悦的比赛中丰田阳平完成头球帽子戏法，在时隔14年成为继长谷川祥之、高木琢也、中山雅史、呂比须之后第五位在日职联赛完成头球帽子戏法的球员。5月11日，在日职联赛第11轮鸟栖砂岩对阵新潟天鹅的比赛后，丰田阳平因出现运动脱水症状被紧急送往医院。12月29日，在天皇杯半决赛鸟栖砂岩对阵横滨水手的比赛中，丰田阳平在与对手争顶头球时左眼睑被撞出一道约2cm的伤口，流血不止。
2014年5月6日，在日职联赛第12轮鸟栖砂岩对阵柏雷素爾的比赛中，丰田阳平与对手争头球时左眼睑受伤，流血不止。11月2日，在日职联赛第31轮对阵神户胜利船的比赛中丰田阳平梅开二度，由此丰田阳平的联赛进球数达到15球，成为继三浦知良、武田修宏、中山雅史之后第四位在联赛连续三年进球数量达到15球的球员。12月6日，在日职联赛最后一轮鸟栖砂岩对阵鹿岛鹿角的比赛后，丰田阳平因出现运动脱水症状被紧急送往医院。
2015年8月29日，在日职联赛第二阶段第9轮鸟栖砂岩对阵神户胜利船的比赛中丰田阳平打进一球，由此丰田阳平的进球数量再一次达到了15粒进球，成为继三浦知良之后第二位在日职联赛连续四年进球数量达到15球的球员，同时与三浦知良日职联赛连续四个赛季进球数量达到15球的最高纪录持平。
2016年2月26日，在日职联赛开幕战鸟栖砂岩对阵福冈黄蜂的比赛中丰田阳平打入一粒头球，这也是该赛季日职联赛的第1粒进球，同时丰田阳平连续4年在联赛开幕战取得进球，成为第一位完成该记录的日本人选手。
2017年2月12日，丰田阳平被确立为鸟栖砂岩的正队长。5月15日，丰田阳平因被诊断出患有创伤性气胸，伤停4周。
2018年1月4日，丰田阳平被鸟栖砂岩租借至南韓甲組職業足球聯賽的蔚山现代，租期为2018年1月3日至2018年12月31日。
2018年6月7日，丰田阳平提前结束与蔚山现代的租约，重返鸟栖砂岩。

## 国家队生涯
丰田阳平在2008年入选日本23歲以下足球代表队参加2008年夏季奧林匹克運動會足球比賽，担任球队的替补前锋，在小组赛第二轮1比2不敌尼日利亚的比赛中射进日本在此次赛事的唯一一个进球，最终日本U-23在小组赛阶段三战皆负被淘汰出局。
2013年入选日本国家足球队参加在韩国举办的2013年东亚盃，并随队获得冠军。
2013年7月25日，在东亚盃对阵澳洲的比赛中丰田阳平上演国家队首秀，贡献2次助攻，但未取得进球。
2014年11月14日，麒麟杯日本对阵洪都拉斯的比赛中，丰田阳平打入国家队生涯首球并贡献1次助攻。
2015年，丰田阳平入选日本队2015年亚洲盃23人大名单。1月12日，在亚洲盃小组赛D组日本对阵巴勒斯坦的比赛中，丰田阳平在比赛第79分钟替补登场，未能取得进球。1月23日，在亚洲盃四分之一决赛日本对阵阿聯酋的比赛中，丰田阳平在比赛第65分钟替补登场，未能取得进球。

## 外部連結
- 丰田阳平 – FIFA國際賽競賽紀錄 (存檔)
- Japan National Football Team Database（页面存档备份，存于）
- Soccerway資料庫：丰田阳平
- 日本職業足球聯賽中的丰田阳平 （日語）
- Profile at Sagan Tosu（页面存档备份，存于）